# Sungai Siur
Sungai Siur is een bestuurslaag in het regentschap Langkat van de provincie Noord-Sumatra, Indonesië. Sungai Siur telt 4311 inwoners (volkstelling 2010).